# Al-Kamil Muhammad
Al-Malik al-Kamil Nasir ad-Din Muhammad (arabisch الملك الكامل نصیرالدین محمد, DMG al-Malik al-Kāmil Naṣīr ad-Dīn Muḥammad; † 7. April 1260) war ein ägyptischer Prinz der Ayyubidendynastie und Herrscher der Dschazīra mit der Hauptstadt Maiyafariqin (Silvan). Er wird gelegentlich al-Kamil Muhammad II. genannt, in Unterscheidung zu seinem namensgleichen Onkel Sultan al-Kamil Muhammad von Ägypten († 1238).
Al-Kamil folgte seinem 1247 gestorbenen Vater al-Muzaffar Ghazi in der Herrschaft über die Dschazira nach, die seit der Schlacht vom Köse Dağ 1243 der Bedrohung durch die Mongolen ausgesetzt war. Um seine Herrschaft zu retten, reiste er im Februar 1253 nach Karakorum, um sich dort persönlich dem Großkhan Möngke zu unterwerfen. Allerdings wurde seine Unterwerfung aus unbekannten Gründen nicht akzeptiert. Als 1258 Hülegü mit einer Invasionsstreitmacht seinen Eroberungszug nach Syrien begann, musste sich al-Kamil gegen diesen verteidigen. Nach dem Fall von Bagdad wurde noch im selben Jahr auch Maiyafariqin von einem Sohn des Hülegü unter Belagerung gesetzt. Al-Kamil konnte sich fast zwei Jahre lang behaupten, bis seine Stadt schließlich doch am 7. April 1260 erstürmt wurde. Dabei wurde er von den Mongolen gefangen genommen und grausam exekutiert.